# 식량우산
식량우산(食糧雨傘)이란 세계 최대의 농업국인 미국은 세계시장을 상대로 농산물정책을 펴고 있는데, 우리나라나 일본 등도 그 공급권에 들어 있으며 그러한 범위를 '식량우산'이라고 한다. 핵우산에 비유한 말이다.